# مرکز حقوق بشر بحرین
مرکز حقوق بشر بحرین (انگلیسی: Bahrain Centre for Human Rights) برای ترویج حقوق بشر در بحرین فعالیت می‌کند که توسط تعدادی از فعالان بحرینی در ژوئن ۲۰۰۲ تأسیس شد.

## فعالیت‌ها
پس از اینکه الخواجه نخست‌وزیر سابق در سپتامبر ۲۰۰۴ به‌دنبال انتقاد از خلیفه بن‌سلمان آل خلیفه، بن سلمان آل خلیفه در سمیناری نخست‌وزیر را مسئول شکست توسعه گسترده اقتصادی برای همه شهروندان دانست، با این‌حال برغم اینکه دولت این مرکز را جریمه کرده، اما همچنان این مرکز حقوق بشر به فعالیت‌های خود ادامه می‌دهد.در سال ۲۰۱۳ این مرکز جایزه یادبود تورلف رافتو را به خاطر کارهای خود به این سازمان اهدا کرد.